# Meta mixta
Meta mixta là một loài nhện trong họ Tetragnathidae.
Loài này thuộc chi Meta. Meta mixta được Octavius Pickard-Cambridge miêu tả năm 1885.